# Nationaal-Socialistische Beweging
De Nationaal-Socialistische Beweging in Nederland (NSB) was een Nederlandse politieke partij die van 1931 tot 1945 heeft bestaan. De NSB huldigde de ideologie van het nationaalsocialisme, presenteerde zich vanuit een anti-democratische gezindheid zelf niet als partij maar als een beweging en fungeerde ten tijde van de Duitse bezetting van Nederland in de Tweede Wereldoorlog als collaboratiepartij.

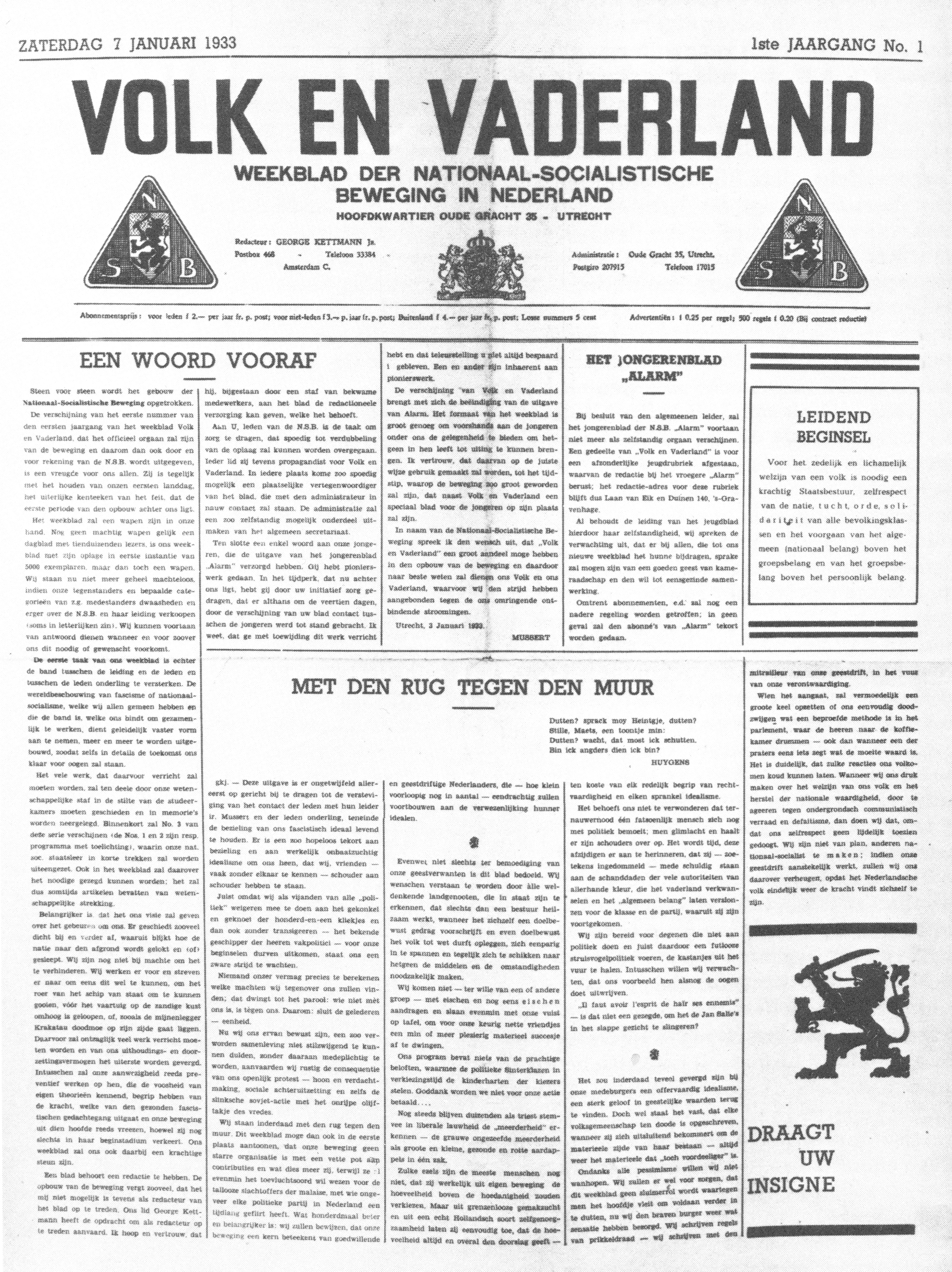
Eerste nummer van NSB-orgaan Volk en Vaderland, 7 januari 1933

## Oprichting
De NSB had de juridische vorm van een stichting, in plaats van de voor politieke partijen gangbare verenigingsvorm. Op 14 december 1931 was de NSB weliswaar voor de eerste keer officieus naar buiten getreden met een zogeheten oprichtingsvergadering in Utrecht, maar daaraan lag geen officiële handeling (wettelijke registratie) ten grondslag. Deze oprichtingsvergadering in 1931 was georganiseerd door de toekomstige leider Anton Mussert en Cees van Geelkerken.
De NSB werd pas officieel in het leven geroepen op 4 november 1932, toen Mussert bij notariële akte de stichting Nationaal-Socialistische Beweging in Nederland in het leven riep.

### Alleenheerser

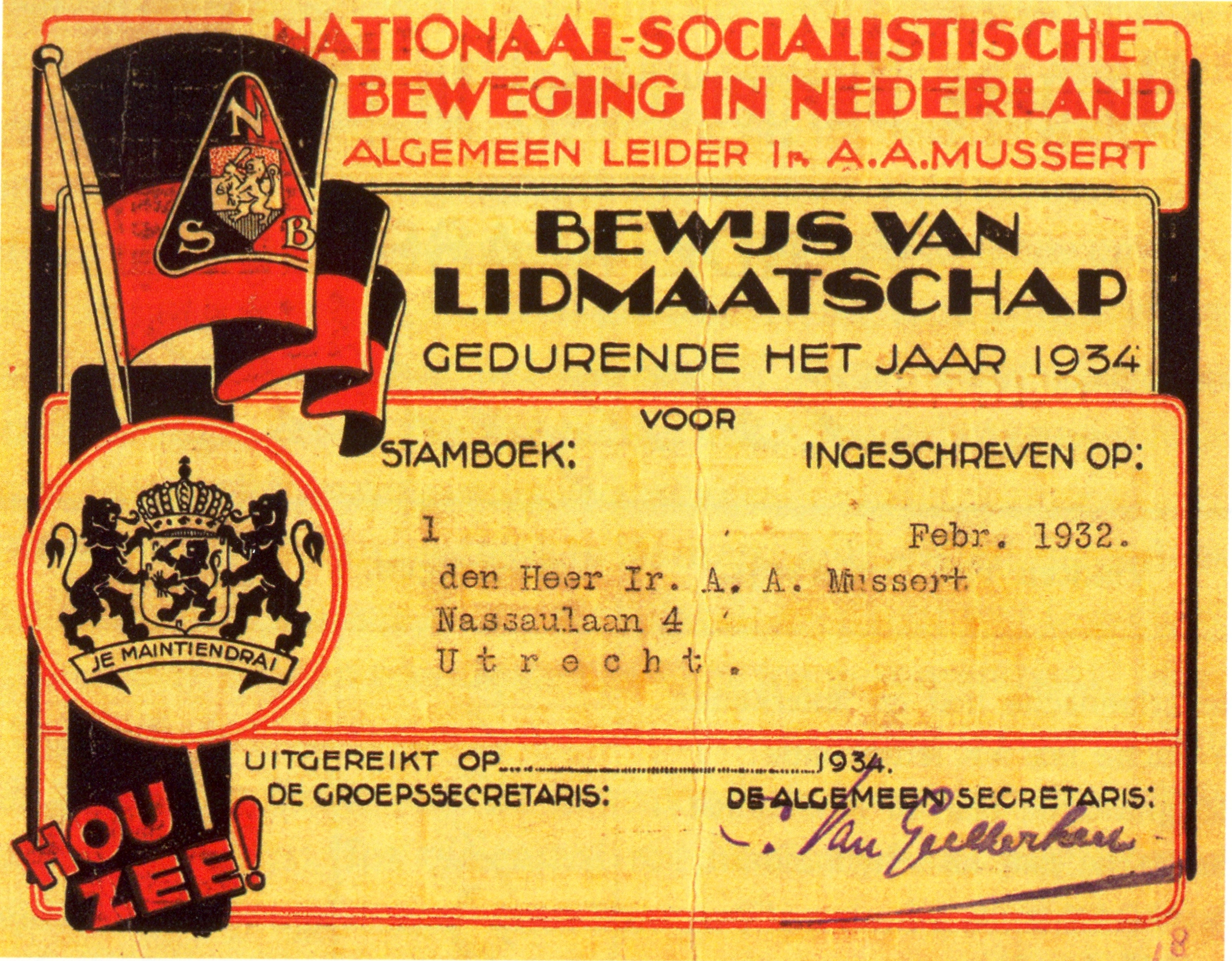
Musserts NSB-lidmaatschapskaart

De statuten van de stichting bepaalden dat het bestuur ervan werd gevormd door één persoon: Mussert zelf, onder de titel Algemeen Leider. Deze bestuurder was weliswaar statutair verplicht een 'Algemene Raad' van minstens vijf personen te benoemen, maar deze raad had geen bevoegdheid. Diezelfde statuten bepaalden namelijk: alle besluiten neemt de Algemeen Leider, al of niet de Raad gehoord hebbende. Ook kon de Algemeen Leider de leden van de Raad naar believen ontslaan en benoemen. Om zich te onderscheiden van een klassieke politieke partij in de Nederlandse parlementaire constitutionele monarchie, noemde zij zich consequent een beweging in plaats van een partij. Van meet af aan hanteerde de NSB het 'leidend beginsel', dat in vrijwel alle belangrijke publicaties werd afgedrukt:
Voor het zedelijk en lichamelijk welzijn van een volk is nodig een krachtig staatsbestuur, zelfrespect van de natie, tucht, orde, solidariteit van alle bevolkingsgroepen en het voorgaan van het algemeen (nationaal belang) boven het groepsbelang en van het groepsbelang boven het persoonlijk belang.

### Antiparlementair en autoritair
De NSB was antiparlementair en autoritair en zij hechtte veel waarde aan een sterke leider. Vanaf de oprichting presenteerde de partij zich als beweging, ter onderscheiding van de gevestigde partijen in het democratisch bestel. Pas later zou de partij, onder invloed van de ontwikkelingen in nazi-Duitsland onder leiding van Adolf Hitler, steeds verder radicaliseren. Daarbij werden eveneens steeds frequenter antisemitische standpunten ingenomen. Het door Mussert geschreven Program was grotendeels een vertaling van dat van Hitlers NSDAP, maar rassenleer en antisemitisme ontbraken er vooralsnog in.
Het Program van de partij bevatte aanvankelijk hoofdzakelijk de in die tijd gangbare fascistische eisen:
1. sterke regering;
2. afschaffing van het individualistische kiesrecht;
3. corporatieve sociaal-economische ordening;
4. economie ten dienste van de volksgemeenschap;
5. arbeidsplicht en sociale zekerheid;
6. beperking van de vrijheid van drukpers.

### De organisatie
De NSB kende onder meer sinds eind 1933 een eigen groet ('Hou Zee!', door Cees van Geelkerken gemunt), eigen aanspreektitels ('Leider' voor Mussert, 'kameraad' voor mannelijke en 'kameraadske' voor vrouwelijke leden), een vrouwen organisatie NVSO (de Nationaal-Socialistische Vrouwen Organisatie),een jongerenbeweging (de Nationale Jeugdstorm), een studentenbeweging (de Nederlandsche Nationaal-Socialistische Studentenfederatie, later: Nationaal Socialistisch Studentenfront), een landbouwbeweging, een dagblad (Het Nationale Dagblad) en het eerder genoemde weekblad (Volk en Vaderland).

## Opkomst van de NSB

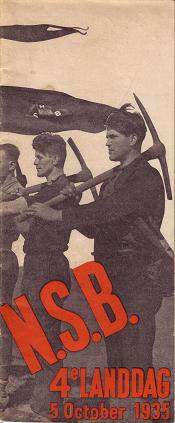
NSB Landdag in 1935

Na een jaar van zorgvuldige voorbereiding in kleine kring trad de NSB op 7 januari 1933 voor het eerst in de openbaarheid met een door 600 aanhangers bezochte 'Landdag' in Utrecht. Toen werd ook het partijweekblad Volk en Vaderland (met als hoofdredacteur de schrijver en uitgever George Kettmann) geïntroduceerd. Ook werd op de Utrechtse Mariaplaats voor het eerst gemarcheerd door de eerste formaties van de zwart-geüniformeerde Weerbaarheidsafdeling (WA).
Een snelle groei nam zijn aanvang: van circa 1000 leden in januari 1933 naar 21.000 op 1 januari 1934, 33.000 op 1 januari 1935 en 52.000 op 1 januari 1936. Er werden ook enige duizenden leden ingeschreven in Nederlands-Indië (deze voor het merendeel vermogende leden vormden de belangrijkste groep financiers van de NSB).
Bij de Statenverkiezingen van 16 april 1935 boekte de NSB een sensationeel succes: 7,94% van de stemmen.

## Economische crisis
De economische crisis en de onmacht van de parlementaire democratie om hier adequaat tegen op te treden, bliezen in die jaren overal in West-Europa het fascisme (en later zijn variant het nationaalsocialisme) de wind in de zeilen. In Nederland was de NSB echter de eerste en enige partij die daaruit massa-aanhang won. Redenen hiervoor waren:
1. de goede reputatie van Mussert en zijn naaste medewerkers als 'degelijke' en kundige intellectuelen en academici;
2. de hechte paramilitaire organisatorische opbouw van de NSB, die haar leden door middel van rangen, uniformen, symbolen, groet en dergelijke een 'elite'-bewustzijn gaf; door het dragen van deze zwarte uniformen kregen zij de naam: zwarthemden. De NSB-leden hadden geen zeggenschap: de NSB was een stichting, geen vereniging.
3. Musserts politieke kleurloosheid, die hem in staat stelde vogels van diverse pluimage onder zijn leiding te verenigen;
4. de 'legale' tactiek (de NSB streefde naar ongedeelde macht, maar slechts met wettige middelen).

| 1 januari 1933    | 900     |
| 1 januari 1934    | 21.000  |
| 1 januari 1935    | 33.000  |
| 1 januari 1936    | 52.000  |
| 1 januari 1937    | 48.000  |
| 1 januari 1938    | 39.000  |
| 1 januari 1939    | 37.000  |
| 1 januari 1940    | 32.000  |
| maart 1940        | 33.342  |
| 31 oktober 1941   | 90.788  |
| 31 maart 1943     | 99.353  |
| 30 september 1943 | 101.314 |

## De NSB-aanhang
De aanhang van de NSB werd gedomineerd door kiezers uit de liberale middenklasse en boerenstand, maar de beweging kon lokaal ook trekken uit soortgelijke katholieke en protestantse kringen. Bij de Provinciale Statenverkiezingen van 1935 profiteerde de NSB van een forse proteststem, waarna de partij bij de Tweede Kamerverkiezingen van 1937 en de Provinciale Statenverkiezingen van 1939 terugviel op een overtuigder en in steeds sterkere mate radicaliserend kernelectoraat.

### Provinciale Statenverkiezingen van 1935
Bij de Provinciale Statenverkiezingen van 1935, de eerste verkiezing waar de NSB aan meedeed, wist de beweging 7,94% van de stemmen te behalen, een fikse doorbraak in het verzuilde Nederlandse politieke landschap. 
Een vergelijking van de uitslag in 1935 met die van de Provinciale Statenverkiezingen van 1931 laat zien dat de NSB vooral stemmers trok uit het niet of minder verzuilde liberale volksdeel. Zo leverde de klassiek liberale LSP 3,64%-punt van zijn stemmen in, terwijl de  sociaal liberale VDB 1,33%-punt verloor, respectievelijk een derde en een vijfde van hun electoraat. Daarnaast verloren de splinterpartijen fors. De Plattelandersbond verloor 0,49%-punt en een breder scala aan splinterpartijen zag zijn aandeel van de stemmen met 2,92%-punt krimpen. Ook buiten de liberale zuil wist de NSB kiezers aan te spreken, zij het in mindere mate. Ten minste een deel van het verlies dat werd geleden door de RKSP, de CHU, de ARP en de SDAP kwam ten goede van de nationaalsocialisten. Hetzelfde gold ten slotte voor de opkomst die met 0,94%-punt licht steeg.
Het electoraat dat in 1935 voor de NSB koos was zowel sociaaleconomisch als geografisch diffuus. Het was sterk stedelijk: terwijl de beweging een landelijke score van 7,94% haalde, lag het gemiddelde percentage van de stemmen in steden met meer dan 100.000 inwoners op 10,2%. Mede samenhangend met deze stedelijke inslag kreeg de NSB het grootste deel van zijn stemmen uit het westen van het land. Terwijl de provincies Zuid-Holland, Noord-Holland en Utrecht goed waren voor maar de helft van de uitgebrachte, geldige stemmen, kwam 60% van de NSB-stemmers hier vandaan. Het stedelijk electoraat van de NSB rustte hoofdzakelijk op de middenklasse. In de meeste steden piekte de beweging onder de hogere middenklasse in de gegoede buurten, waar beoefenaars van vrije beroepen, zakenlieden, ambtenaren en (oud)-officieren de partij steunden. Zo werden in Amsterdam de beste uitslagen genoteerd in de chique Vondelbuurt, de Museumbuurt en de pas aangelegde Apollobuurt, terwijl in Amersfoort de NSB zijn beste resultaten behaalde in de de villawijk Regentesselaan (17,3%) en de lommerrijke Indische Buurt (18,4%). De aantrekkingskracht van de NSB op de gegoede burgerij bleef niet beperkt tot de steden, ook in villagemeenten als Bussum (12,10%), Wassenaar (13,01%), De Bilt (15,06%), Bloemendaal (15,20%), het militaire Naarden (16,06%), Hillegersberg (16,97%) en Rozendaal (20,21%) werden zeer goede resultaten behaald. Naast de hoge middenklasse vormde ook de lagere of 'oude middenklasse', vooral bestaande uit winkeliers en ambachtslieden, een natuurlijk electoraat voor de beweging. Hun stem gold met name in de sociaal gemêleerde binnensteden, waar ze relatief talrijk waren en waar ook hogere burgerij woonde. Zowel in Amsterdam als in Amersfoort stemde het stadscentrum gemiddeld tot bovengemiddeld sterk op de NSB. Naast de hogere middenklasse en de lagere middenklasse in de steden, stond de beweging sterk onder de zogeheten 'nieuwe middenklasse', bestaande uit de witteboordenmedewerkers van fabrieken en bedrijven, die vaak in aan de steden grenzende 'forenzengemeenten' woonden. Waar de NSB in Amsterdam 10,8% van de stemmen wist te halen, kwam ze in Nieuwer-Amstel (het huidige Amstelveen) op 15,05%. Eenzelfde vergelijking kan worden gemaakt voor Haarlem (9,56%) en Heemstede (12,96%), Den Haag (12,02%) en Voorburg (16,66%), Utrecht (10,18%) en Maartensdijk (16,88%) en Rotterdam (9,04%) en Schiebroek (21,87%).
| Anloo                 | 38,79% |
| Waarde                | 31,77% |
| Mheer                 | 30,87% |
| Obbicht en Papenhoven | 29,23% |
| Mesch                 | 28,89% |
| Rolde                 | 28,03% |
| Grevenbicht           | 27,67% |
| Vries                 | 27,17% |
| Borgharen             | 26,72% |
| Amstenrade            | 26,43% |

Waar de beweging in absolute aantallen zijn grootste aanhang vond in de steden en voorsteden, met name in het westen van het land, bereikte het zijn hoogste procentuele aanhang in bepaalde landstreken op het platteland. Hierover moet ten eerste worden opgemerkt dat de verdeling van de steun voor de NSB op het platteland, evenals in de provinciestadjes, ongelijkmatig was. De beweging had zeer weinig aanhang in het midden en oosten van Noord-Brabant, in Limburg bewesten de Maas, het oosten van Zeeuws-Vlaanderen, Goeree-Overflakkee, het Delfland, de Alblasserwaard, het grootste deel van West-Friesland, de noordelijke Veluwe, Salland, het Steenwijkerland en Friesland. Daarentegen werden Zuid- en Midden- Limburg, Voorne, de Krimpenerwaard, de Utrechtse Heuvelrug, de Achterhoek, de Schermer, de Beemster, Zeevang, het zuidwesten en noorden van Drenthe en Oost-Groningen gekenmerkt door een forse NSB-aanhang. Deze patronen waren, zoals reeds gesteld, grotendeels door de verzuiling bepaald. In gemeenschappen waar katholieke, protestantse of socialistische politieke binding zwak of afwezig was, had de NSB meer aanspraak dan op plekken waar deze banden sterk waren en waar mensen als gevolg geneigd waren hun oude partijen trouw te blijven. Interessant is dat het niveau van alledaagse verzuildheid, afgemeten aan de mate waarin men binnen eigen religieuze kring trouwde, voor katholieken en gereformeerden geen drempel vormde om op de NSB te stemmen.
Een goed voorbeeld dat politieke verzuiling en alledaagse verzuiling niet hand in hand hoefden te gaan was bij uitstek de provincie Limburg, waar de beweging met 11,69% van de stemmen zijn beste provinciale resultaat neerzette in een cultureel uitgesproken katholiek landschap. Hoewel Limburg onomstotelijk katholiek was, toonde het midden en zuiden van deze provincie zich electoraal al langere tijd recalcitrant. Zowel bij Provinciale Statenverkiezingen (in 1931 bijvoorbeeld de R.K. Federatie van Land- & Tuinbouwers, Middenstanders en Landarbeiders), als bij Tweede Kamerverkiezingen (in 1933 bijvoorbeeld de Limburgsche Federatie of het Verbond voor Nationaal Herstel in de omgeving van Roermond), werd de RKSP steeds uitgedaagd door partijen met sterke lokale voormannen die aanspraak konden maken op een aanzienlijk regionaal electoraat. Deze partijen hadden, onbedoeld, een brugfunctie, waarbij hun electoraten in 1935 massaal overgingen naar de NSB. De enorme NSB-scores in Mesch (28,89%) en Mheer (30,87%), in 1931 nog bolwerken van de RKFLTML (respectievelijk 46,09% en 53,43%), getuigen daarvan. De Oostelijke Limburgse mijnstreek toont een beeld op zich. Hier was de verzuiling eveneens zwak en de NSB sterk, maar hier speelden de sterke banden van de randkerkelijke mijnarbeiders en arbeiders met het naburige nationaalsocialistische Duitsland een grote rol. Veel van hen werkten in Duitsland en veel Duitsers werkten in Nederland. Hun ervaringen met Hitlers aanpak van de economische crisis kwamen de NSB ten goede.
In de liberale en vrijzinnige gebieden op het platteland vond de NSB een natuurlijke aanhang onder middelgrote en kleine, zelfstandige boeren die zwaar te lijden hadden onder de landbouwcrisis. Hierbij was de Nationale Bond Landbouw en Maatschappij, die nauw met de beweging verweven was, van groot belang. De Bond gaf richting zijn leden in aanloop naar de verkiezingen de NSB als enige partij een positief stemadvies en zowel de rechts-agrarische retoriek als de voormannen van de Bond speelden een belangrijke rol in het mobiliseren van de NSB-stem. Een duidelijk voorbeeld van de uitwerking van een persoonlijke voortrekkersrol is de figuur van veearts W. P. C. Bos in de gemeente Winterswijk. Bos was eerder actief binnen de VDB, maar stapte in 1933 over naar de NSB en was actief als lokale leider van Landbouw en Maatschappij. Hiervoor hield hij spreekbeurten in de buurtschappen van de gemeente, waar hij als veearts als zeer belangrijk en populair man gold. Toen Bos in 1935 als zesde kandidaat op de Gelderse NSB-lijst optrad, genoot hij dan ook het vertrouwen van de lokale boeren, wat de partij een zeer sterk resultaat in de gemeente Winterswijk opleverde (20,37%). In het Groningse Westerwolde was al in 1931 een Crisisorganisatie ontstaan die voornamelijk onafhankelijke, zogeheten eigenerfde, boeren op de zand- en veengronden vertegenwoordigde, niet in de laatste plaats als reactie op het feit dat deze groepen niet zoals de boeren op de kleigronden regeringssteun genoten onder de Tarwewet. De Crisisorganisatie Westerwolde zou uiteindelijk opgaan in Landbouw en Maatschappij en zodoende zijn aanhangers in het kamp van de NSB leiden, een belangrijke oorzaak voor de sterke NSB-scores in Oost-Groningen. Ook de gemeente die bij elke verkiezing waar de beweging aan deelnam als met afstand het sterkste NSB-bolwerk uit de bus kwam, het Drentse Anloo (38,79% in 1935), was het terrein van een zeer invloedrijke afdeling van Landbouw en Maatschappij, met een sterke boerenvoorman: de Annerveense akkerbouwer Gerhardus Dieters. Dieters' lokale aanzien en zijn vermogen om zichzelf verstaanbaar te maken in een taal die de gemeenschap verstond, waren van essentieel belang voor de vestiging van Anloo als sterk op het nationaalsocialisme geënte gemeente in de jaren na 1935. Zo verwerd door het toedoen van sterke lokale figuren, zeker op het platteland, de proteststem van 1935, tot de ideologische stem van 1937 en 1939.

### Tweede Kamerverkiezingen van 1937
Bij de Tweede Kamerverkiezingen van 1937 wist de NSB, tegen de verwachtingen van de partijtop in, niet te groeien ten opzichte van de 7,94% die in 1935 was behaald. Sterker nog, de beweging moest flink inboeten en behaalde een percentage van slechts 4,22% van de stemmen. De NSB was zijn doel voorbij geschoten. Waar het in 1935 nog veel kiezers aan zich had kunnen binden met de belofte dat de beweging een sterk en autoritair Nederland zou kunnen scheppen om een onzekere wereld het hoofd te bieden, had men in de praktijk zich vooral laten kennen als een rellerige, vulgaire en ineffectieve club, die bovendien in rap tempo radicaliseerde. Het thema van een sterke overheid was opgepakt door de gevestigde politiek en wel door ARP-leider en premier Hendrikus Colijn. Hierdoor was de NSB niet meer aantrekkelijk als proteststem, zeker niet meer voor de kiezers van stand uit de hogere middenklasse. De beste uitslagen in de grote steden verschoven van de chique buurten en de villawijken, naar de oude stadskernen en de nieuwbouwwijken voor de middenklasse. Bovendien hadden de katholieke en gereformeerde Kerken zich expliciet tegen de NSB gekeerd. Het effect van dat aanhalen van de zuildiscipline is in de verkiezingsuitslag van 1937 goed terug te zien. Gebieden die in 1935 als het ware tegen hun zuil in hadden gestemd, zoals Zuid- en Midden-Limburg, keerden grotendeels terug naar de confessionele partijen, hoewel de NSB in zijn oude Limburgse bolwerken nog altijd bovengemiddeld sterk bleef.

### Provinciale Statenverkiezingen van 1939
Bij de Provinciale Statenverkiezingen van 1939 verloor de NSB bijna de helft van zijn stemmen ten opzichte van 1935, en was er lichte daling ten opzichte van 1937 zichtbaar. De beweging kwam uiteindelijk uit op 3,94% van de stemmen. De aard van het electoraat veranderde nauwelijks ten opzichte van 1937, de lagere en midden-middenklasse en de middelgrote en kleine boeren bleven de belangrijkste sociale groepen. Opvallend zijn wel twee gemeenten die geheel tegen de landelijke trend in over de jaren een steeds groeiende aanhang voor de NSB lieten zien. Dit waren Wijk en Aalburg, waar de beweging van 7,44% in 1935, naar 10,45% in 1937 en 15,59% in 1939 groeide en Delfzijl waar in 1935 en 1937 sterk ondergemiddelde uitslagen werden gehaald, maar in 1939 plots 16,75% van de kiezers NSB stemde.

## Joodse leden
Aan het begin van het bestaan van de NSB konden Joden lid worden. Het aantal Joodse leden van de beweging is altijd marginaal geweest. In 1933 werd het aantal Joodse leden geschat op enkele tientallen, en in 1935 schatte Van Geelkerken het aantal Joodse leden op ongeveer 150. In oktober 1938 werd alle Joodse aanwezigheid en activiteiten in de NSB verboden. Op het hoogtepunt van de Jodenvervolging in de Tweede Wereldoorlog genoten in Doetinchem enkele Joodse voormalige NSB'ers – tijdelijk – een voorkeursbehandeling gedurende hun internering.

## Afnemende aanhang van 1936 tot 1940
Vanaf eind 1935 begon de NSB-aanhang evenwel terug te lopen in de meeste gebieden. Het ledental was op 1 januari 1937 gedaald tot 48.000, daarna ging die daling in versneld tempo door (32.000 op 1 januari 1940). De Tweede Kamerverkiezingen van mei 1937 werden een echec: 4,22% van de stemmen, dus bijna een halvering ten opzichte van 1935. Bij de Statenverkiezingen van april 1939 daalde de NSB-aanhang verder tot 3,89%.

### Verzuiling
De in Nederland diep doorgedrongen verzuiling zette al op zichzelf een rem op de maximum aanhang die de NSB kon verwerven. Het merendeel van de aanhang van de verzuilde en democratische partijen liep niet over en was niet gevoelig voor de propaganda en het programma van de NSB. Bovendien stond de horizontale organisatie van de samenleving die de verzuiling met zich meebracht haaks op de verticale hierarchische organisatie van de NSB volgens het leidersbeginsel. Hierdoor, en door de vervreemding en radicalisering, werd de NSB meer als ´on-Nederlands´ gezien, een regeringsvorm die wellicht passend was voor Duitsland of Italië, maar niet voor Nederland. 

### Verbod op lidmaatschap
Die teruggang kwam doordat de tegenstand van de zijde van de democratische partijen, van de vakbeweging en de kerken veel sterker werd toen het fascisme een ernstig te nemen gevaar bleek. Kritische intellectuelen verenigden zich in het Comité van Waakzaamheid dat bezorgd de ontwikkelingen in nazi-Duitsland volgde en het Nederlands publiek waarschuwde voor de partij. De Nederlandse regering nam maatregelen: eind 1933 was het NSB-lidmaatschap voor ambtenaren verboden en eind 1935 nam de regering-Colijn het initiatief tot een verbod van particuliere weerkorpsen (zie ook Uniformverbod). Dit werd geregeld in de Wet op de weerkorpsen. De NSB-leiding hief naar aanleiding hiervan de WA eigener beweging op.
De  Rooms-Katholieke Kerk waarschuwde in een bisschoppelijk mandement van februari 1934 tegen de NSB. Vanaf 1935 verbood ze het NSB-lidmaatschap voor kerkleden en vanaf 1936 weigerde de Rooms-Katholieke Kerk katholieke NSB-leden rooms-katholieke sacramenten toe te dienen. In de oorlog volgde royering (excommunicatie).
Na 1935 waarschuwden ook gereformeerde kerken tegen het verwerpelijke karakter van de NSB. De synode van de Gereformeerde Kerk verbood NSB-lidmaatschap in 1936, tezamen met dat van de Christelijk-Democratische Unie.

### Radicalisering
Hoofdoorzaak van de teruggang was echter de radicalisering die de beweging vanaf 1935 doormaakte en die vele sympathisanten van haar vervreemdde. Op ideologisch gebied werden de staatsabsolutistische denkbeelden van hegeliaanse filosofen (B. Wigersma, S.A. van Lunteren e.a.), die in de eerste jaren in de NSB de toon aangaven, vanaf 1935 verdrongen door de 'volkse' theorieën van 'bloed en bodem'. In zijn brochure De bronnen van het Nederlandsche nationaalsocialisme (herfst 1937) aanvaardde Mussert het racistische antisemitisme (in de dagelijkse propaganda van de NSB had een anti-Joodse mentaliteit reeds tevoren een onderhuidse rol gespeeld). Tijdens de Tweede Wereldoorlog steeg het aantal leden tot ongeveer 100.000. De nieuwe leden – van wie velen in mei 1940 toetraden – werden door de oudgedienden van de partij vaak smalend als meikevers betiteld.

Vlag van de NSB

Nog duidelijker voor het grote publiek was de radicalisering ten aanzien van de buitenlandse politiek. In oktober 1935 verklaarde Mussert zich solidair met Italië, dat zojuist Ethiopië was binnengevallen, en sedertdien steunde de NSB de agressieve politiek van Hitler-Duitsland en Mussolini's Italië. Naarmate deze opstelling de NSB meer isoleerde, werd ook haar binnenlands-politieke optreden steeds tomelozer en vulgairder en haar tactiek steeds minder burgerlijk en 'legaal'.

### Rost van Tonningen
Een belangrijke rol speelde daarbij mr. M.M. Rost van Tonningen, protegé van de Duitse SS-leiding, die in augustus 1936 lid werd en direct hoofdredacteur werd van een nieuwe krant: Het Nationale Dagblad. In 1937 nam hij zitting in de Tweede Kamer (de NSB-Kamerleden werden overigens regelmatig tot de orde geroepen wegens verbaal en fysiek geweld). Rost van Tonningen (een felle nazi en antisemiet) stimuleerde niet alleen de radicalisatie, maar bracht ook interne verdeeldheid door met Duitse SS-steun tegen Musserts meer gematigde leiding te intrigeren. Bovendien was Rost van Tonningen als NSB-Kamerlid in 1939 met RKSP-Kamerleden Van der Putt en Ruijter in een vechtpartij in het parlement verwikkeld geraakt, na een poging tot interpellatie jegens minister Carel Goseling (RKSP) over de zaak-Oss gedurende het kabinet-Colijn IV; het felle antiklerikalisme en openlijke steun aan Hitler deden de electorale steun voor de NSB in alle katholieke gebieden nog verder dalen, terwijl de partij in katholieke streken en provincies reeds gemarginaliseerd en slechts minimaal vertegenwoordigd was. Bovendien was het NSB-Kamerlid Rost van Tonningen voorafgaand aan het parlementair handgemeen door een RKSP-Kamerlid (Henk Ruijter) openlijk als „landverrader” betiteld, een opmerking die de landelijke kranten haalde.

## Politieke invloed

### Eerste Kamerleden
Een overzicht van alle voormalige Eerste Kamerleden voor de NSB:
1. Ernst von Bönninghausen
2. Gerrit van Duyl
3. Jacob Maarsingh
4. Max de Marchant et d'Ansembourg
5. Dirk Frans Pont
6. Wilhelmus de Rijke
7. Anton Johan van Vessem

### Tweede Kamerleden
Een overzicht van alle voormalige Tweede Kamerleden voor de NSB:
1. Gerhardus Dieters
2. Max de Marchant et d'Ansembourg
3. Meinoud Rost van Tonningen
4. Hendrik Jan Woudenberg

### Provinciale Staten
Een overzicht van de zetels die de NSB innam in de Provinciale Staten.
| Provincie     | Zetels 1935 | Zetels 1939 |
| ------------- | ----------- | ----------- |
| Drenthe       | 4           | 3           |
| Friesland     | 1           | 0           |
| Gelderland    | 5           | 2           |
| Groningen     | 4           | 2           |
| Limburg       | 5           | 2           |
| Noord-Brabant | 2           | 1           |
| Noord-Holland | 7           | 4           |
| Overijssel    | 3           | 2           |
| Utrecht       | 4           | 1           |
| Zeeland       | 2           | 1           |
| Zuid-Holland  | 7           | 3           |
| Totaal        | 44          | 21          |

## Tweede Wereldoorlog

### Beginfase
Na het uitbreken van de Tweede Wereldoorlog, bepleitte de NSB voor Nederland strikte neutraliteit. Haar sympathie stond geheel aan de Duitse kant: zij verwachtte als resultaat van de oorlog een 'nieuw Europa' op nationaalsocialistische grondslag onder Duitse hegemonie. Nederland zou daarin nog slechts een plaats kunnen vinden als het Mussert en de NSB aan de macht bracht. Tijdens de meidagen van 1940 werden ongeveer 10.000 NSB'ers gevangengezet. Hun bevrijding door de Duitsers versterkte hun neiging om met de bezetters samen te werken. Op de hagespraak van 22 juni 1940 te Lunteren schaarde Mussert zich volledig aan de Duitse kant: voor hem en zijn aanhang was de oorlog met Duitsland afgelopen en had het Oranjehuis de troon verspeeld. Een jaar na de Duitse inval (1941) in Nederland werden alle politieke partijen behalve de NSB verboden. 
Enerzijds leidden de Duitse successen tot een toevloed van nieuwe leden waardoor het ledenaantal van de NSB meer dan verdrievoudigde. In juni 1940 leek de oorlog in het voordeel van Duitsland beslist en veel mensen hoopten nog vlug op de Duitse trein te springen; oudgedienden keken neer op deze nieuwkomers die ze van opportunisme beschuldigden. Anderzijds raakte de NSB, vooral na het openlijk partij kiezen voor de Duitsers die Nederland hadden bezet en bovendien Rotterdam hadden gebombardeerd, nog verder vervreemd van de rest van de samenleving. Het alternatief voor de meeste mensen was de Nederlandsche Unie tot dat deze in 1941 werd verboden. Ook werd niet iedereen met pro-Duitse sympathieën per se lid van de NSB, bijvoorbeeld omdat ze de beweging niet daadkrachtig genoeg vonden of Mussert geen overtuigend leider. Een deel van de oude garde was bovendien al voor de Duitse invasie opgestapt, voor anderen was het openlijk partij kiezen voor de bezetter de druppel. Mede door deze vervreemding vormde de NSB geen serieuze partner voor de Duitsers.

### Wapenverbod
Als bescherming tegen lynchpartijen bij een eventuele geallieerde invasie vroeg Mussert rond de jaarwisseling 1941–1942 aan Seyss-Inquart om wapens aan NSB'ers uit te reiken. Deze voelde daar wel voor, maar Christiansen was tegen. Hij was bang dat de NSB'ers zich bij zo'n inval tegen de Duitsers zouden keren om zich zo tegenover de geallieerden en de bevolking te rehabiliteren. De vraag werd vervolgens aan Hitler voorgelegd die zich eveneens negatief ten aanzien van het idee opstelde. Musserts voorstel werd dus afgewezen.

### Geen Groot-Nederland
De NSB werkte openlijk samen met de bezetters en pleitte onder meer (vergeefs) bij de Duitse bezetter voor een samenvoeging van Nederland, Vlaanderen en Frans-Vlaanderen tot een Groot-Nederland binnen een Europese of Germaanse statenbond, die natuurlijkerwijs onder hegemonie van het Duitse Rijk zou staan. Mussert en de zijnen kregen steeds meer invloed in de lagere overheid (veel burgemeesters waren NSB'ers van Mussert-strekking), maar zij kregen geen echte regeringsbevoegdheden. In werkelijkheid deelde Seyss-Inquart de lakens uit, en werd Mussert door Hitler en andere nazi-kopstukken nauwelijks serieus genomen. De NSB bezat te weinig aanhang onder de bevolking (werd zelfs gehaat) en bood te weinig bestuurlijk talent. Verder werd Mussert als persoon niet serieus genomen; men vond hem geen indrukwekkende leider (hij werd tot in eigen partij bespot wanneer hij Mussolini trachtte te imiteren) en ook zijn incestueuze huwelijk met zijn tante en zijn buitenechtelijke affaires waren onderwerp van spot en kritiek. Seyss-Inquart koos voor samenwerking met het Nederlandse establishment: kopstukken in het bedrijfsleven en de secretarissen-generaal.
Musserts politieke doel – de staatsmacht voor de NSB in een met Vlaanderen verenigd onafhankelijk Nederland als lid van een Germaanse of Europese statenbond – werd niet bereikt, al bepleitte hij zijn zaak hardnekkig bij Hitler. Op steun van het Nederlandse volk kon hij zich bij de Duitsers niet beroepen; integendeel, de NSB werd algemeen gehaat (zo leidden de anti-Joodse acties van de heropgerichte WA indirect tot de Februaristaking van 1941). Bovendien werd zijn streven tegengewerkt door het op verduitsing gerichte Groot-Germaanse annexatiestreven van de SS, dat ook binnen de NSB steun vond bij Rost van Tonningen, alsmede bij de in september 1940 opgerichte Nederlandsche SS onder leiding van Henk Feldmeijer. Wel werd de NSB in december 1941 de enige toegelaten partij en kreeg Mussert een jaar later de (ere)titel Leider van het Nederlandse volk, maar werkelijke macht bracht dit niet met zich mee. Na mei 1943 kreeg de SS-richting onder de bezetters geheel de overhand en was de kans op een gematigder NSB-regering verkeken. Rost van Tonningen, Mussert en Van Geelkerken werden door de Duitsers tegen elkaar uitgespeeld, wat leidde tot radicalisatie van de laatste twee.

### Hulptroep van de Duitsers
De feitelijke rol van de NSB tijdens de bezetting was slechts die van hulptroep van de Duitsers. Veel NSB'ers aanvaardden gretig lagere en middelhoge bestuursfuncties (burgemeester, commissaris, secretaris-generaal enz.). Duizenden van hen namen dienst bij de Waffen-SS, vooral aan het oostfront. Vanaf de zomer van 1943 waren veel mannelijke leden georganiseerd in de Landwacht, een paramilitaire zelfverdedigingsorganisatie, die de bezetters hielp de bevolking te 'beheersen', wat zich uitte in terreuracties tegen burgers. 

### Betrokkenheid bij Jodenvervolging
Van de zogenoemde Colonne Henneicke, een groep Jodenjagers in Amsterdam die zich bezighield met het opsporen van Joden, was meer dan 80 procent lid van de NSB. Hoewel de NSB als organisatie niet heel nadrukkelijk werd ingezet door de Duitsers bij het uitvoeren van het deportatiebeleid, bevonden zich onder de leden van de NSB fanatieke antisemieten die zich bereid toonden hand-en-spandiensten te verrichten bij het oppakken van ondergedoken Joden.

### Dolle Dinsdag
Na Dolle Dinsdag (dinsdag 5 september 1944) pakten veel (kader)leden van de NSB hun biezen en vluchtten naar Duitsland, met name niet-gewapende mannen, vrouwen en kinderen, hoewel Mussert het deze mannen verboden had. Mussert zelf verliet overigens Den Haag om enige tijd in de Bellinckhof te Almelo te verblijven. Deze overhaaste vlucht bezorgde de NSB veel negatieve publiciteit en bracht haar geloofwaardigheid de genadeklap toe. Mussert installeerde daarom op 2 oktober 1944 een tijdelijke bijzondere rechtbank. De drie rechters kregen de opdracht:
te onderzoeken en te beoordelen, welke leden der Beweging, die op 1 September jl. belangrijke vertrouwensposten innamen, zich in de maand September in positieve of negatieve zin hebben onderscheiden.
De Districtcommandeur van de Landwacht voor Overijssel, F.L. Rambonnet, werd benoemd tot leider van opsporing en vooronderzoek. Veel landelijke dagbladen namen het bericht uit Volk en Vaderland over, dat Mussert tien vooraanstaande NSB'ers, in afwachting van de beoordeeling van hun gedragingen in September jl., had geschorst. De lijst bevatte allemaal bekende namen als de graaf de Marchant et d'Ansembourg (gemachtigde voor Limburg), Ernst Voorhoeve (oud-propagandaleider), F.W. van Vloten (leider Nederlandsche Volksdienst) en L. ten Cate (hoofd van het afstammingsonderzoek en sibbekunde). Hen was het verboden het NSB-uniform met uitmonsteringsstukken te dragen en namens de NSB op te treden. Later zouden nog twaalf leden geschorst en vervolgd worden. Deze 22 waren echter slechts het topje van de ijsberg. Van de eerste tien werden overigens maar twee zaken afgerond. In vier gevallen waren de verdachten tevergeefs opgeroepen. Daarnaast werd één beklaagde, NSB-penningmeester F.W. van Bilderbeek, als gevolg van de tirade van Rambonnet tijdens de zitting, door een lid van Musserts lijfwacht, die kort daarvoor als getuige tijdens de zitting gehoord was, doodgeschoten.

### Uiteenvallen
In de chaos traden overigens nog steeds enkele nieuwe leden toe, die onder meer lege plaatsen bij politie en gemeenten wensten te bezetten en geloofden in een uiteindelijk keren van de krijgskansen door een compromisvrede met Engeland en de Verenigde Staten, om daarna gezamenlijk tegen de Sovjet-Unie te vechten. Het in Nederland achtergebleven deel van de NSB viel echter verder uiteen door onderlinge onenigheid (begin 1945 werden Rost van Tonningen en Van Geelkerken nog door Mussert geroyeerd). De rol van de NSB was totaal uitgespeeld en Mussert bracht de laatste weken van de oorlog zonder directe bestuurstaken door in Den Haag.

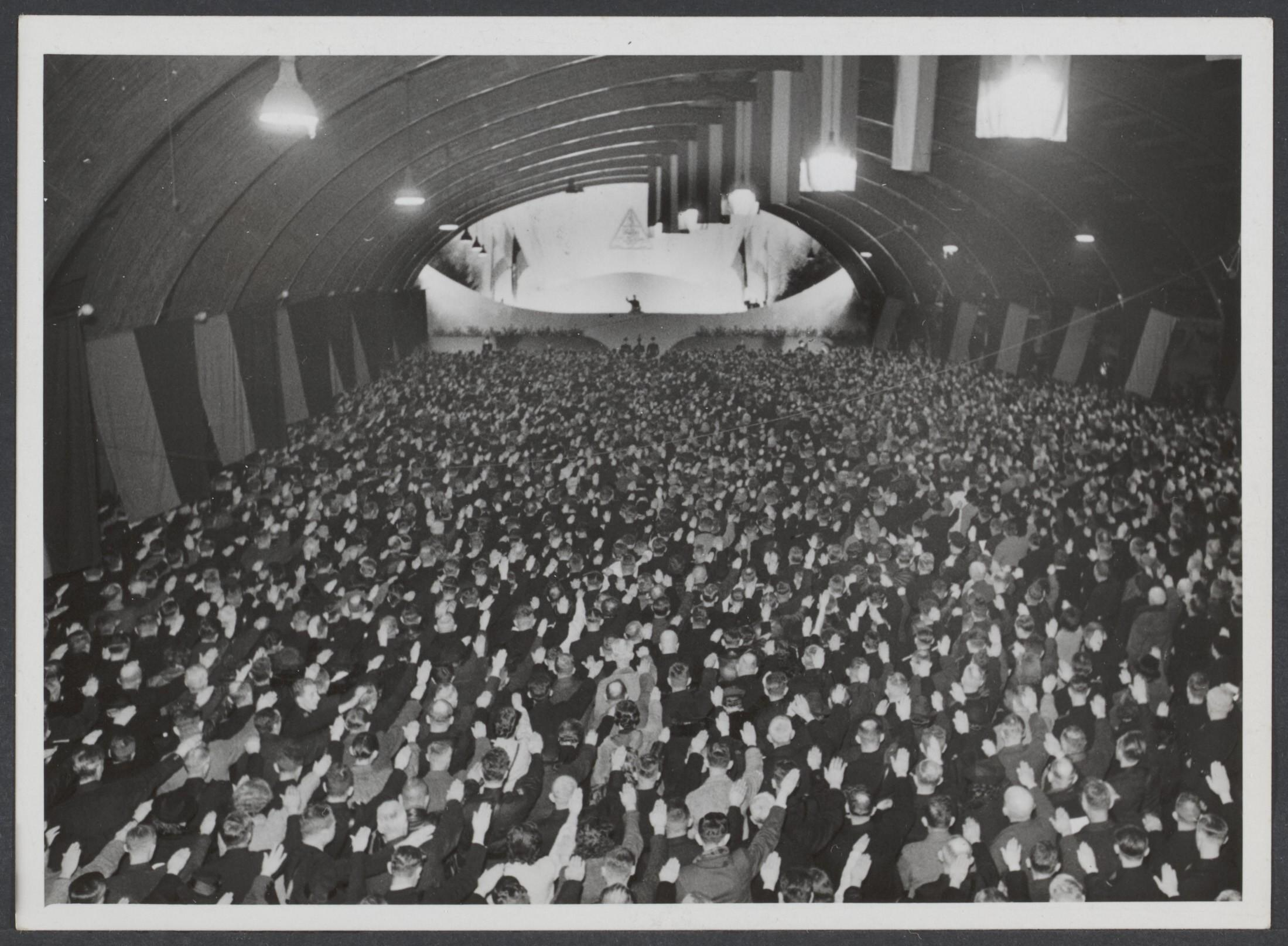
NSB-bijeenkomst (Utrecht 1941)
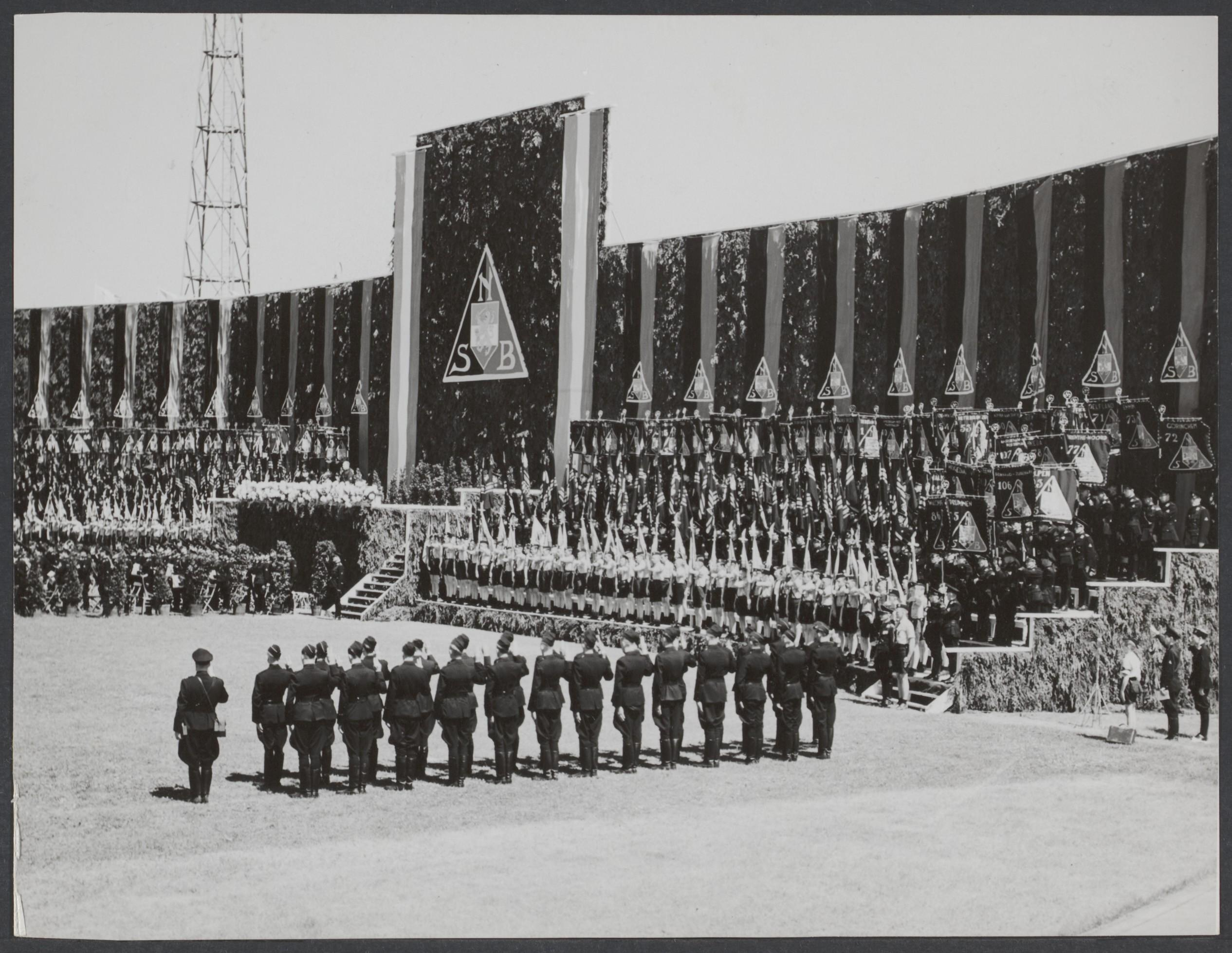
NSB-bijeenkomst (Den Haag 1941)
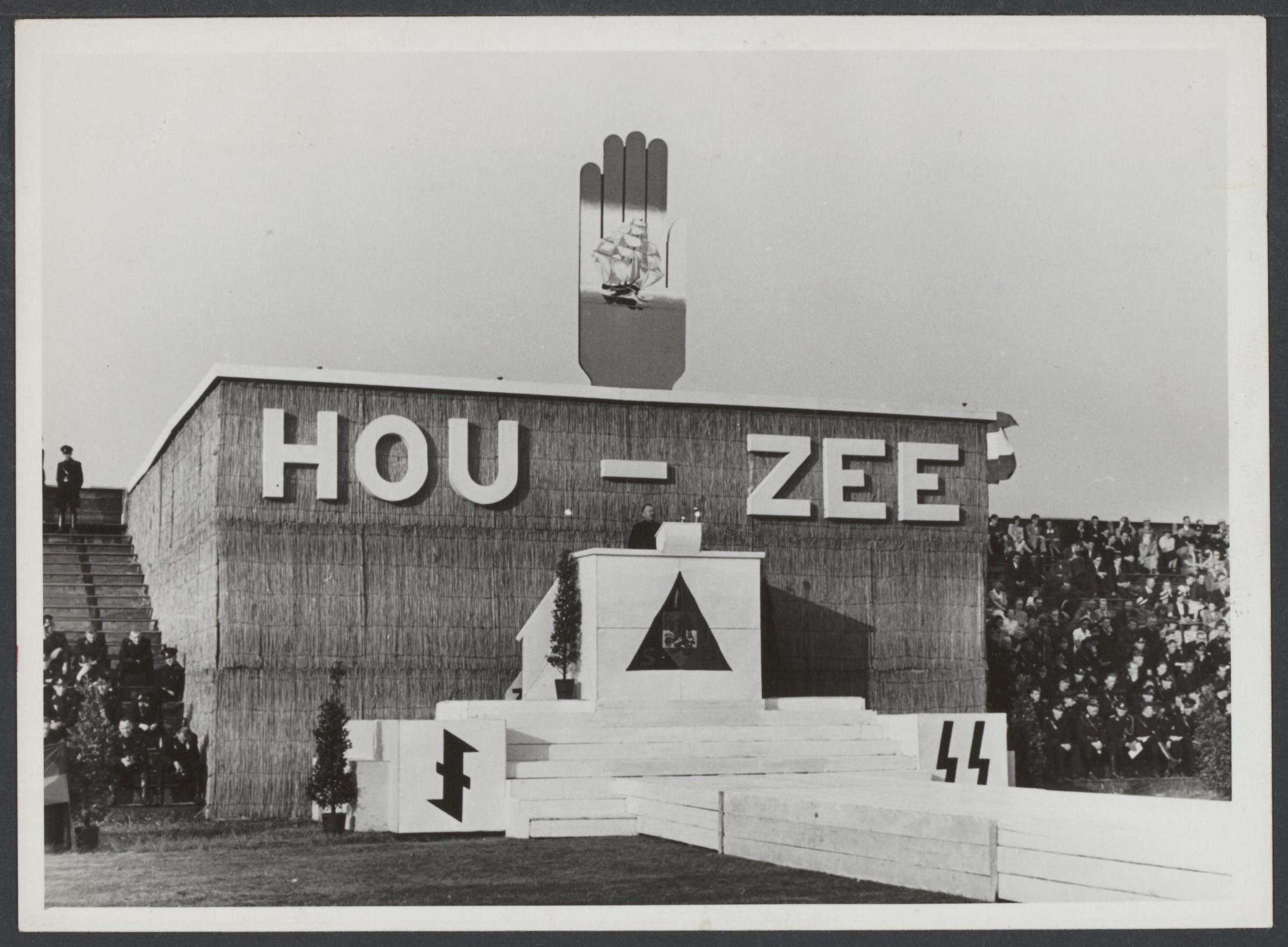
HouZee (Den Haag 1941)
- Leden van de NSB en de NSDAP ontmoeten elkaar voor een maaltijd om de contacten tussen de beide partijen te verstevigen.

## Behandeling na de bevrijding
Na de bevrijding van de Duitse bezetting in Nederland werd de NSB verboden en werden veel van haar leden wegens hulpverlening aan de vijand berecht. Mussert zelf werd ter dood veroordeeld en gefusilleerd, Van Geelkerken kreeg een levenslange gevangenisstraf opgelegd. Meinoud Rost van Tonningen kwam op 6 juni 1945 in de gevangenis van Scheveningen onder verdachte omstandigheden om het leven.

### Wraak
Zodra een deel van Nederland bevrijd was, werden NSB'ers en anderen, verdacht van 'hulpverlening aan de vijand', gearresteerd door het Militair Gezag, de Binnenlandse Strijdkrachten (BS) en door onofficieel opererende groepjes burgers. Daarbij waren plundering van woonhuizen en diefstal van persoonlijke bezittingen van NSB'ers en met hen gelieerde burgers geen zeldzaamheid. De gearresteerden werden soms verbaal aangevallen en lichamelijk mishandeld. Honderden vrouwen werden kaalgeschoren vanwege hun omgang met Duitsers. Na de volledige bevrijding ondernam de regering geen maatregelen tegen plunderaars en personen die de arrestanten mishandelden. Hoewel zij dit niet hardop zei, was men overduidelijk van mening dat de overgelopen personen hun behandeling over zichzelf hadden uitgeroepen. Tegen de burgers die de mishandelingen en plunderingen pleegden, werd nauwelijks door de Nederlandse overheid actie ondernomen.
Tussen 1944 en 1947 pleegden minstens 113 leden van de Nationaal-Socialistische Beweging (NSB) zelfmoord, vaak uit angst voor arrestatie of vergelding. De meeste gevallen vielen samen met de bevrijding van Zuid-Nederland (september 1944) en de Duitse capitulatie (april–mei 1945).

#### Interneringskampen
Aangekomen in de vaak geïmproviseerde internerings- en bewaringskampen (scholen, fabrieken, loodsen, forten en kazernes) of in voormalige Duitse concentratiekampen (Vught, Amersfoort en Westerbork) verdwenen dikwijls fouilleringsgoederen (horloges, trouwringen, vulpennen, sieraden). Er konden in de eerste maanden van internering onder meer lichte tot zeer zware mishandeling, moord, doodslag, onthouding van medische zorg en voedsel en ook verkrachting op ruime schaal plaatsvinden.
Door dwangarbeid in onder andere kamp Hooghalen raakten vele gevangenen uitgeput en stierven de hongerdood. De prominente NSB-politicus en jurist mr. dr. Wilhelmus de Rijke werd in een strafkamp in de Noordoostpolder in de zomer van 1945 dusdanig mishandeld door een bewaker, dat zijn been geamputeerd moest worden. In het politieke gevangenenkamp Westerbork nabij Hooghalen stierven voornamelijk in de herfst van 1945 talloze geïnterneerde zieken, kinderen en bejaarden door systematische ondervoeding en de onhygiënische omstandigheden. In het bewaringskamp Harskamp werden in de laatste maanden van 1945 en in begin 1946 door de bewakers – willekeurig – talloze militaire collaborateurs, Duitse Wehrmachtssoldaten, Nederlandse krijgsgevangen Waffen-SS'ers, Landwacht- en tevens NSB-gevangenen door nachtelijk geweervuur in hun slaap vermoord.
Tussen 24 april 1945 en 1 december 1948 bleef het voormalige doorgangskamp Westerbork als straf- en bewaringskamp voor NSB'ers, oud-Waffen-SS-vrijwilligers en andere politieke delinquenten in gebruik. Tot 1946 werden daarbij naast BS-verzetslieden ook de in Westerbork tot de bevrijding achtergebleven Joodse voormalige gevangenen ingezet. De latere PvdA-politicus en Joodse oud-gevangene Ed van Thijn verklaarde over deze tijd dat hij als tienjarige bij bewaking van verhongerende politieke gevangenen meegeholpen had:

Ik moest met de NSB’ers het bos in, hout sprokkelen. Deze mensen bewogen zich voort als schimmen, in ieder geval in mijn herinnering, en smeekten me om eten. Daar ging ik niet op in. Ik had dan wel een stok, maar ze hadden me makkelijk kunnen overmeesteren. Ze hebben het niet gedaan. Ik denk dat ik ze de baas kon. Ze waren zó verzwakt. Ze hadden alleen maar primaire levensbehoeften, uitgeteerd van de honger. Het was een absurde situatie.
— De zomer van 1945, Kamp Westerbork Herinneringssite, 2012

Eind september 2012 werden de overblijfselen van om het leven gekomen geïnterneerde NSB'ers en SS'ers gevonden in een 'vergeten' massagraf in een bos nabij het toenmalige politieke gevangenenkamp Westerbork.
De overheid maakte begin 1946 een einde aan de misstanden, maar er was toen al veel kwaad geschied dat haar door geestelijken en door enkele schaarse persberichten was gemeld. In Kamp Erica bij Ommen kwamen van 1945 tot de zomer van 1946 honderden politieke delinquenten, maar ook hun kinderen, om het leven door onbehandelde tyfus.
Slechts een zeer klein deel van degenen die zich misdroegen tegen NSB'ers werd wegens strafbare feiten vervolgd en gestraft. In totaal werden rond de 150.000 mensen geïnterneerd en werden ruim 450.000 collaboratiedossiers aangelegd tijdens deze bijzondere rechtspleging.

#### NSB-stigma
Van pogingen om de NSB clandestien voort te zetten is nauwelijks sprake geweest: de NSB verdween roemloos uit de Nederlandse politiek. Wel bleven (voormalige) NSB-leden en hun kinderen vaak meer dan een generatie lang besmet met het NSB-stigma wat bij velen psychische problemen veroorzaakte en sociale trauma's en categorische uitsluiting tot gevolg had. Kleine pesterijen duurden tot wel tientallen jaren lang na 1945 voort. De weduwe Rost van Tonningen bleef niettemin tot haar dood in 2007 publiekelijk vasthouden aan het nationaalsocialisme, hetgeen haar de bijnaam de 'zwarte weduwe' opleverde. De term ´NSB'er´ werd tot een synoniem voor verrader, vergelijkbaar met de term quisling in andere landen.

#### Onteigening
Naast plundering van privébezit van NSB'ers (en dat van andere vermeende collaborateurs) in de weken onmiddellijk rond de bevrijding, kwam het ook tot jarenlange officiële onteigening van NSB-bezittingen. Dit betrof alle roerend alsook onroerend goed van de inmiddels verboden politieke partij zelf, waaronder het Veluwse landgoed De Goudsberg nabij Lunteren (Gelderland), NSB-instellingen waaronder bijvoorbeeld NSB-kindertehuizen (villa Westerhelling te Nijmegen), maar ook alle Jeugdstorm-kaderscholen (onder andere te Ommen, Wijk aan Zee, Zandvoort).
Maar ook particulier eigendom werd niet gespaard. Tot 1952 onteigende de Nederlandse Staat vele particuliere bezittingen, met name particuliere onroerende goederen, van zowel NSB-leden als prominente NSB-politici, telkens vrijwel zonder enige vorm van schadeloosstelling.
Zo kwam de gemeente Enschede in Overijssel door punitieve onteigening van het omvangrijke particuliere landgoed Drienerloo in het bezit van het gebied, waar sinds 1 december 1961 de Technische Hogeschool Twente (thans Universiteit Twente) is gevestigd. Het landgoed Drienerloo, waartoe grote pachtboerderijen behoorden, was gelegen rond de rijksstraatweg tussen Hengelo en Enschede. Het landgoed was privé- en familiebezit van de overleden jurist, NSB-politicus en agrariër mr. dr. G. A. Lasonder (1882–1944). De NSB-activiteiten van Lasonder waren voor de rijksoverheid de directe rechtvaardigingsgrond voor de onteigening van zijn onroerende goederen (naast het landgoed werden door de BS en de staat ook panden in Enschede-Centrum geconfisqueerd en onteigend).

### Kritiek op de behandeling
Hoewel een groot deel van de bevolking leek in te stemmen met de onteigening en andere vormen van economische repressie, stak er uit een kleine bevlogen kring harde kritiek op. De nuntius Paolo Giobbe, Paus Pius XII en de diplomatie van de Heilige Stoel, een klein deel van de Nederlandse Rooms-katholieke geestelijkheid onder wie kardinaal De Jong van Utrecht, predikanten van de Gereformeerde Kerken in Nederland alsook industriëlen zoals Jan Herman van Heek wezen de grootschalige onteigening en de gewelddadige uitwassen van de repressie publiekelijk af. De Portugees-Joodse Nederlandse journalist en oud-geheim agent Leonard Rodrigues Lopes klaagde in de jaren 1947–1948 de politieke gevangenenkampen en de Nederlandse regering aan. Volgens zijn Witboek waren de cipiers in die naoorlogse kampen moordenaars en de commandanten dieven, terwijl veel geïnterneerden volstrekt onschuldig waren. De politieke gevangenenkampen van 1945 tot 1948 zouden volgens de Joodse journalist Rodrigues Lopes evenals de nazi-concentratiekampen "dodenakkers" met daarin onschuldige repressie-slachtoffers kennen die vergelijkbaar zouden zijn met de dodenakkers in Duitse concentratiekampen. In het verkiezingsprogramma voor zijn Groep Lopes eiste de journalist (later actief voor de Middenstandspartij) van het kabinet-Schermerhorn-Drees en de staat excuses en verzoening voor de slachtoffers van de naoorlogse repressie ter herstel van de rechtszekerheid.

#### Barmhartigheid
Een kleine minderheid van voormalige, voornamelijk kerkelijk betrokken, verzetslieden namen in enkele gevallen zelfs de verdediging van de eigendomsrechten van familieleden van NSB'ers op zich en beriepen zich op barmhartigheid. Zo verdedigde dominee Leendert Overduin (predikant der Gereformeerde Kerken in Hersteld Verband), de verzetsman van het onderduiksysteem voor vele honderden Enschedese Joden, na de bevrijding de Duits-Nederlandse NSB-weduwe Anne Christine Lasonder-Bauer bij de Nederlandse justitie en in de pers tot 1969. De misstanden en martelingen van NSB-leden en hun gezinsleden in het politieke detentiekamp Vught werden door de jezuïet Jan van Kilsdonk, en later door de bisschoppenconferentie, bekritiseerd. Pas na jaren werden de donkere kanten van de repressie in bredere kring belicht.

#### Verklaring van Wezep
In 1947 gaven de Rooms Katholieke en de Protestantse kerken aan dertig vooraanstaande NSB'ers gelegenheid om schuld te bekennen en om vergeving en verzoening te laten vragen. Dit gebeurde door middel van de Verklaring van Wezep, die op 13 juli van de kansel werd voorgelezen. Carolus Huygen, van katholiek NSB'er geworden, kwam na de oorlog tot inzicht en inkeer en speelde een belangrijke rol in het tot stand komen van de verklaring. Hij werd weer katholiek.

## Bekende leden
- F.W. van Bilderbeek
- J.W. baron Van Haersolte van Haerst
- S.L.A. Plekker
- Stien van Bilderbeek
- A.J.W. Harloff
- D.F. Pont
- jhr. D. de Blocq van Scheltinga
- C.J. Huygen
- H. Reydon
- Max Blokzijl
- P.G. de Jager Meezenbroek
- W. de Rijke
- jhr. E.J.B.M. von Bönninghausen
- D. Jousovec
- Evert Roskam
- J.A. Boreel de Mauregnault
- M. Kardoes
- Florrie Rost van Tonningen-Heubel
- M.M. Rost van Tonningen
- J.H. Carp
- George Kettmann
- J.W. de Ruiter
- Gerhardus Dieters
- K. Keyer
- W.L.Z. van der Vegte
- G. van Duyl
- W.O.A. Koster
- A.J. van Vessem
- F.E. Farwerck
- J. Maarsingh
- G.F. Vlekke
- Henk Feldmeijer
- M.V.E.H.J.M. de Marchant et d'Ansembourg
- F.W. van Vloten
- Cornelis van Geelkerken
- F.E. Müller
- Hendrik Jan Woudenberg
- R. van Genechten
- H.W. Müller-Lehning
- A. Zondervan
- T. Goedewaagen
- Anton Mussert

Jonkheer W. van de Goes van Naters, W.G. Nieuwenkamp (Musserts financieel adviseur, leider van het Strijd- en Verkiezingsfonds van de NSB en directeur van het Nationaal Tehuis), J.H.C. Valckenier Kips jr., D.F. Pont (chef kabinet van Mussert), de Statenleden J.F. Stähle en J.F.B. van Hasselt, J. Hogewind (het oud-hoofd van de Weerbaarheidsafdeling), diens secretaris R. Spoelstra, generaal Seyffardt, De Vos, Gerrit van Duyl, G. Hofstede en Onnekes en anderen verlieten de partij in 1937.